# Mistrzostwa Polski w hokeju na lodzie (1953/1954)
Mistrzostwa Polski w hokeju na lodzie 1953/1954 – 18. edycja mistrzostw Polski, rozegrana została w 1954 roku.

## Formuła
W turnieju finałowym udział brały cztery zespoły, a pozostałe cztery brały udział w turnieju o utrzymanie.

## Turniej finałowy

### Wyniki
Turniej finałowy odbył się w dniach 5-7 marca 1954 w Warszawie na sztucznym lodowisku Torwar (pierwotnie anonsowano rozgrywkę w Olsztynie). W sprawozdaniach prasowych drużyna Górnika Janów była także określana jako Górnik Szopienice.
- CWKS Warszawa – Gwardia Stalinogród 13:4 (5:1, 6:2, 2:1)
- Gwardia Bydgoszcz – Górnik Janów 5:4
- CWKS Warszawa – Górnik Janów 4:0
- CWKS Warszawa – Gwardia Bydgoszcz 4:2
- Gwardia Bydgoszcz – Gwardia Stalinogród 13:2
- Górnik Janów – Gwardia Stalinogród 5:1

### Tabela
| Lp. | Zespół              | M | Pkt | W | R | P | G + | G - | +/- |
| --- | ------------------- | - | --- | - | - | - | --- | --- | --- |
| 1   | CWKS Warszawa       | 3 | 6   | 3 | 0 | 0 | 21  | 6   | +15 |
| 2   | Gwardia Bydgoszcz   | 3 | 4   | 2 | 0 | 1 | 20  | 10  | +10 |
| 3   | Górnik Janów        | 3 | 2   | 1 | 0 | 2 | 9   | 10  | -1  |
| 4   | Gwardia Stalinogród | 3 | 0   | 0 | 0 | 3 | 7   | 31  | -24 |

      = Mistrz Polski

### Skład triumfatorów
Skład CWKS Warszawa: Edward Kocząb, Józef Wacław, Kazimierz Chodakowski, Stanisław Olczyk, Szymon Janiczko, Z.Nowak, Wiktor Olszowski, Rudolf Czech, Maksymilian Więcek, Henryk Bromowicz, Marian Jeżak, Mieczysław Palus, Zdzisław Masełko, Ślusarczyk.

## Turniej o utrzymanie

### Tabela
| Lp. | Zespół            | M | Pkt | W | R | P | G + | G - | +/- |
| --- | ----------------- | - | --- | - | - | - | --- | --- | --- |
| 5   | Spójnia Nowy Targ | 3 | 5   | 2 | 1 | 0 | 17  | 11  | +6  |
| 6   | Unia Krynica      | 3 | 3   | 1 | 1 | 1 | 18  | 15  | +3  |
| 7   | Włókniarz Łódź    | 3 | 2   | 1 | 0 | 2 | 12  | 14  | -2  |
| 8   | Budowlani Opole   | 3 | 2   | 1 | 0 | 2 | 13  | 20  | -7  |

      = spadek

## Eliminacje do ligi

### Wyniki
21 lutego 1954 zakończyły się turnieje półfinałowe, stanowiące eliminacje do turnieju finałowe. W czterech rozgrywkach grupowych uczestniczyli mistrzowie wojewódzcy. Cztery zespoły triumfujące w grupach grających w miastach Stalinogród, Łódź, Olsztyn i Lublin, tj. Włókniarz Zgierz, Unia Wyry, Spójnia Złotów, Ogniwo Kraków, zakwalifikowały się do turnieju, mającego wyłonić ekipę premiowaną awansem do ligi. W turnieju padły wyniki:
- Włókniarz Zgierz – Ogniwo Kraków 5:3
- Unia Wyry – Spójnia Złotów 6:3
- Unia Wyry – Ogniwo Kraków 2:2
- Włókniarz Zgierz – Spójnia Złotów 13:5
- Unia Wyry – Włókniarz Zgierz 9:2
- Ogniwo Kraków – Spójnia Złotów 13:2

### Tabela
| Lp. | Zespół           | M | Pkt | W | R | P | G + | G - | +/- |
| --- | ---------------- | - | --- | - | - | - | --- | --- | --- |
| 1   | Unia Wyry        | 3 | 5   | 2 | 1 | 0 | 17  | 7   | +10 |
| 2   | Włókniarz Zgierz | 3 | 4   | 2 | 0 | 1 | 20  | 17  | +13 |
| 3   | Ogniwo Kraków    | 3 | 3   | 1 | 1 | 1 | 18  | 9   | +9  |
| 4   | Spójnia Złotów   | 3 | 0   | 0 | 0 | 3 | 10  | 32  | -22 |

      = awans